# Acid hippuric
Axit hippuric (tiếng Hy Lạp hippos, ngựa, ouron, nước tiểu) là một axit carboxylic và hợp chất hữu cơ. Nó được tìm thấy trong nước tiểu và được hình thành từ sự kết hợp của axit benzoic và glycine. Mức độ axit hippuric tăng với việc tiêu thụ các hợp chất phenolic (như nước ép trái cây, trà và rượu vang). Các phenol đầu tiên được chuyển đổi thành axit benzoic, sau đó thành axit hippuric và bài tiết qua nước tiểu.
Axit hippuric kết tinh trong lăng kính hình thoi dễ hòa tan trong nước nóng, nóng chảy ở 187 °C và phân hủy ở khoảng 240 °C. Nồng độ axit hippuric cao cũng có thể chỉ ra nhiễm độc toluene; tuy nhiên, các nhà khoa học đã gọi mối tương quan này vào câu hỏi bởi vì có những biến số khác ảnh hưởng đến mức độ axit hippuric. Khi nhiều hợp chất thơm như axit benzoic và toluene được sử dụng trong nội bộ, chúng được chuyển thành axit hippuric bằng phản ứng với amino acid, glycine.